# Hawomersleya aptera
Hawomersleya aptera är en tvåvingeart som först beskrevs av Womersley 1942.  Hawomersleya aptera ingår i släktet Hawomersleya och familjen dyngmyggor. Inga underarter finns listade i Catalogue of Life.